# Болезнь Пейрони
Боле́знь Пейрони́, или фибропласти́ческая индура́ция полово́го чле́на (лат. induracio penis plastica — IPP) — редкое заболевание, при котором мужской половой член искривляется вследствие прогрессирующих фиброзных изменений в белочной оболочке полового члена. Болезнь названа по имени французского хирурга Франсуа́ Пейрони́, который описал её в 1743 году. Чаще всего ею страдают мужчины в возрасте от 30 до 60—65 лет.

## Распространённость
Данные о распространённости болезни Пейрони ограничены. В имеющихся публикациях распространённость колеблется от 0,4 % до 9 %

## Этиология
Этиология неизвестна. Наиболее вероятной причиной возникновения болезни Пейрони считают повторяющиеся микротравмы белочной оболочки кавернозных тел. Болезнь начинается с острого воспалительного процесса, в результате которого резко возрастает пролиферация фибробластов оболочки, некоторые из которых дифференцируются в миофибробласты, увеличивается отложения коллагена и фибрина. Продолжающееся воспаление приводит к ремоделированию соединительной ткани в фиброзную бляшку, которая может приводить к искривлению кавернозных тел.
Факторами риска развития болезни Пейрони являются сахарный диабет, артериальная гипертензия, нарушения липидного обмена, ишемическая болезнь сердца, эректильная дисфункция, курение, злоупотребление алкоголем. По данным EAU у 3—39 % больных имеется контрактура Дюпюитрена.

## Течение

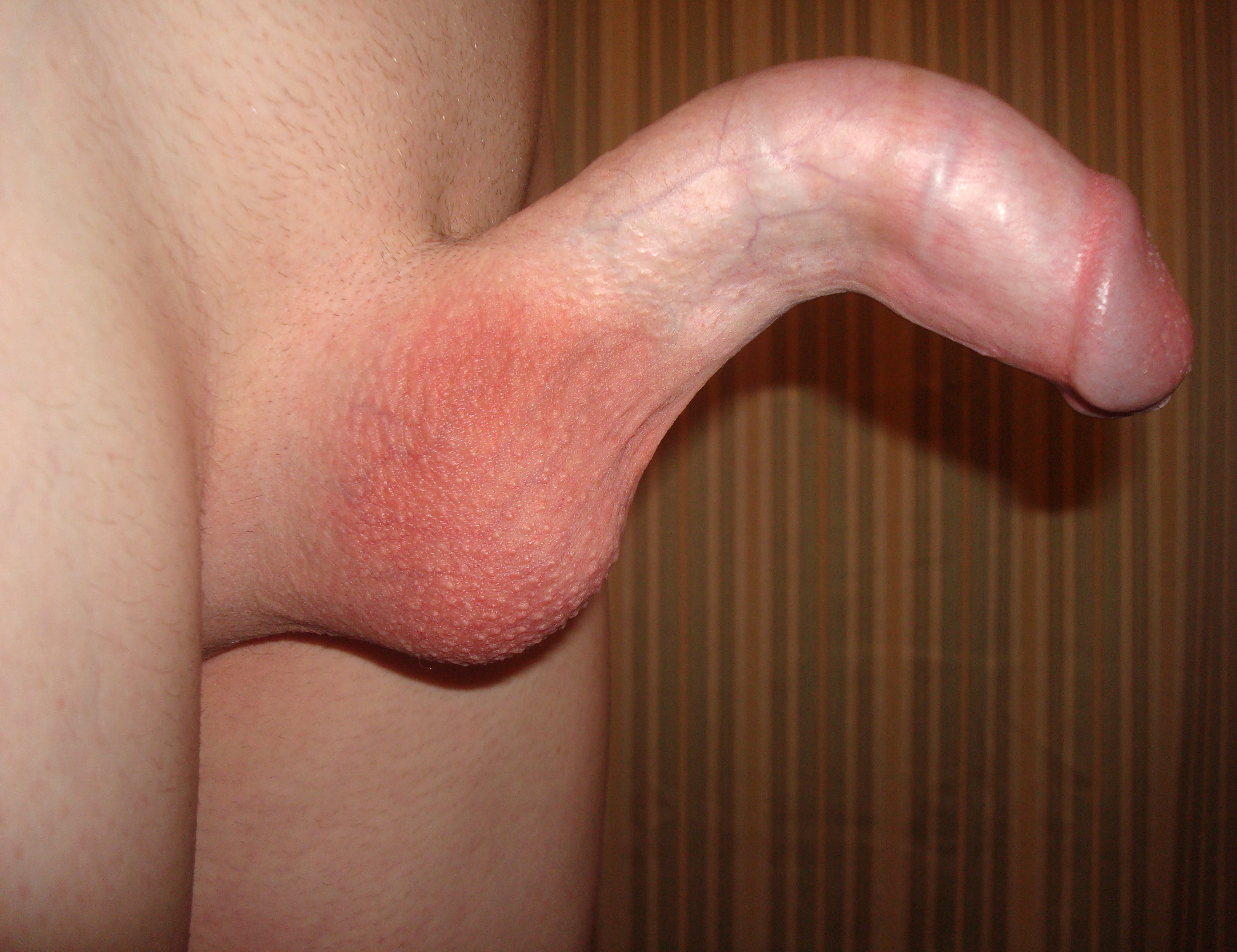
Пример деформации полового члена

Можно выделить две фазы заболевания: фаза острого воспаления и фибротическая стадия.
Стадия острого воспаления может проявляться болью в половом члене в покое и болезненной эрекцией, а также появлением «мягких» бляшек и искривлением члена.
В фибротическую стадию образуется плотная пальпируемая бляшка, которая впоследствии может кальцинироваться, это говорит о стабилизации болезни.
Со временем ухудшение наблюдается у 30—50 % больных, стабилизация — у 47—67 %. Спонтанное улучшение наступает лишь у 3—13 % больных. Улучшение возможно на ранней стадии заболевания. После формирования, а тем более кальцинирования фибротической бляшки, спонтанное улучшение встречается очень редко.

## Диагностика
Первичный диагноз ставится по результатам внешнего осмотра и пальпации члена. Подтвердить диагноз можно после рентгенографии или УЗИ полового члена, при которых определяется размер и структура фиброзных бляшек.
Клинически болезнь проявляет себя искривлением члена и болью при эрекции вплоть до невозможности полового акта. Около 30 % больных страдают эректильной дисфункцией.

## Лечение

### Консервативное
- Перорально витамин Е, тамоксифен, аминобензоат калия, колхицин и т. д.
- Внутрикавернозные инъекции лидазы, интерферона, гидрокортизона, коллагеназы, лидокаина и т. д.
- Физиолечение — электрофорез с лидазой, хемотрипсином, ЛОД (локальное отрицательное давление).

### Оперативное
Хирургическое вмешательство чаще всего представляет собой радикальное иссечение фиброзной бляшки. Иногда необходима пластика на месте дефекта, образовавшегося на кавернозном теле. Существует несколько способов иссечения бляшки: операция Несбита, установка трансплантата в месте деформации, имплантация пенильного протеза.